# (11885) Summanus
(11885) Summanus est un astéroïde Apollo découvert le 25 septembre 1990 par le programme Spacewatch à l'observatoire de Kitt Peak. Ce fut le premier astéroïde géocroiseur découvert par un logiciel d'analyse d'images.

## Nom
Summanus est une divinité romaine, d'origine étrusque.